# Saber perder
Saber perder es la tercera novela de David Trueba, publicada en Editorial Anagrama en febrero del 2008, que obtuvo el Premio Nacional de la Crítica de ese mismo año.
Narra la historia de cuatro personajes: Leandro, Lorenzo, Sylvia y Ariel, respectivamente, un jubilado, su hijo y padre de Sylvia, una joven de 16 años que conoce accidentalmente a Ariel Burano, futbolista. Personajes que aparecen en el libro son: Dani, Mai y los compañeros de Sylvia; el periodista Ronco y los futbolistas del equipo de Ariel; Daniela, Wilson y el grupo de inmigrantes ecuatorianos, y Osembe, una prostituta nigeriana.